# دباء كوشنشيني
دباء كوشينشيني (الاسم العلمي:Lagenaria cochinchinensis) هو نوع من النباتات يتبع جنس الدباء من الفصيلة القرعية.